# Kurt-Friedhelm Steinwegs
Kurt-Friedhelm Steinwegs (* 5. Dezember 1960 in Viersen, Nordrhein-Westfalen) ist ein deutscher Serienmörder, der zwischen 1974 und 1983 sechs Menschen ermordete.

## Kindheit
Kurt Steinwegs wurde als das fünfte von acht Kindern eines Gelegenheitsarbeiters und dessen Frau geboren. Die Mutter starb 1970 im Alter von nur 35 Jahren. Nachdem der Vater die Kinder zwei Jahre lang allein betreut hatte, zog eine Bekannte, mit der der Vater in einem eheähnlichen Verhältnis lebte, mit ihrem Sohn zu der Familie. 
Der jüngste Bruder wurde zur Adoption freigegeben, zwei Brüder wurden in Kinderheimen untergebracht, einer wurde straffällig und inhaftiert.

## Heimunterbringung
Im November 1974 wurde Kurt Steinwegs in einem Jugendhort im niedersächsischen Gifhorn untergebracht. Während dieser Zeit erschlug er den 59-jährigen Ernst Dorf mit einem Stein, was aber erst Jahre später bekannt wurde.
Im April 1976 sah die Einrichtung keine weiteren Förderungsmöglichkeiten und beantragte eine Verlegung des Jungen. Schließlich kam er im Oktober 1976 in eine heilpädagogische Einrichtung im bayerischen Burglengenfeld. Im Juli 1977 wurde er nach Hause zu seinem Vater in Willich entlassen.

## Mord an Andrew Robinson
Während der Zeit bei seinem Vater ermordete er 1978 in Willich den 13-jährigen Andrew Robinson. In der Sendung Aktenzeichen XY ungelöst vom 1. Juni 1979 wurde über den Fall berichtet, es wurden aber keine Hinweise ermittelt, die die Polizei auf die Spur des Täters geführt hätten. Kurt Steinwegs wurde nicht der Tat verdächtigt.

## Verhaftung und Urteil
Kurt Steinwegs wurde wenig später in die Psychiatrische Landesklinik in Viersen eingewiesen. Während der Betreuung in Viersen tötete er laut späteren Erkenntnissen weitere vier Menschen, darunter einen Mitpatienten. Unter anderem trennte er seinen Opfern das Geschlechtsteil ab.
Erst 1984 nahm die Polizei Kurt Steinwegs nach Begehung eines weiteren Mordes fest. In den Vernehmungen gestand er aus freien Stücken sechs Tötungsdelikte. In der Gerichtsverhandlung widerrief Steinwegs allerdings sein Geständnis. Er wurde später aufgrund seiner Brutalität in der Boulevardpresse als „Bestie“ oder „Monster vom Niederrhein“ bezeichnet.
Kurt Steinwegs wurde 1985 vom Landgericht Mönchengladbach zu 10 Jahren Jugendstrafe mit anschließender Sicherungsverwahrung in einer psychiatrischen Anstalt verurteilt. In zwei Fällen wurde er freigesprochen, weil er zum Tatzeitpunkt wegen seines „geistigen Entwicklungsrückstandes“ schuldunfähig war. Bis heute sitzt er in einer Forensischen Klinik ein.